# Galeamopus
A Galeamopus a hüllők (Reptilia) osztályának dinoszauruszok csoportjába, ezen belül a hüllőmedencéjűek (Saurischia) rendjébe, a Sauropodomorpha alrendjébe és a Diplodocidae családjába tartozó nem.

## Tudnivalók
A Galeamopus a diplodocoideák egyik neme, amely a késő jura korszak kimmeridge-i nevű faunális szakaszának idején élt, körülbelül 155–152,9 millió évvel ezelőtt. Korábban csak egy faja volt ismert, az úgynevezett Galeamopus hayi Holland, 1924; melyet 2015-ig a jól ismert Diplodocus egyik fajaként tartottak számon Diplodocus hayi Gillette, 1991 néven. Ezt a dinoszauruszt egy igen jól megőrzött, koponyával is rendelkező csontváz alapján ismerjük. A példányt H. Utterback fedezte fel 1902-ben, az Amerikai Egyesült Államokbeli wyomingi Sheridan közelében. 1924-ben készült róla leírás.
Később egyéb példányok is előkerültek, azonban további kutatások után az őslénykutatók rájöttek, hogy a Galeamopus nembéliek mégsem tartoznak a G. hayi fajhoz, hanem egy egészen újonnan felfedezett dinoszauruszt képeznek. Ily módon a „Max” becenevű példány 2017-ben Tschopp és Mateus leírása után megkapta a Galeamopus pabsti taxonnevet,  Dr. Ben Pabst svájci paleontológus tiszteletére.

## Rendszerezés
A nembe az alábbi 2 faj tartozik:
- Galeamopus hayi (Holland, 1924) - típusfaj
- Galeamopus pabsti Tschopp & Mateus, 2017

## Képek

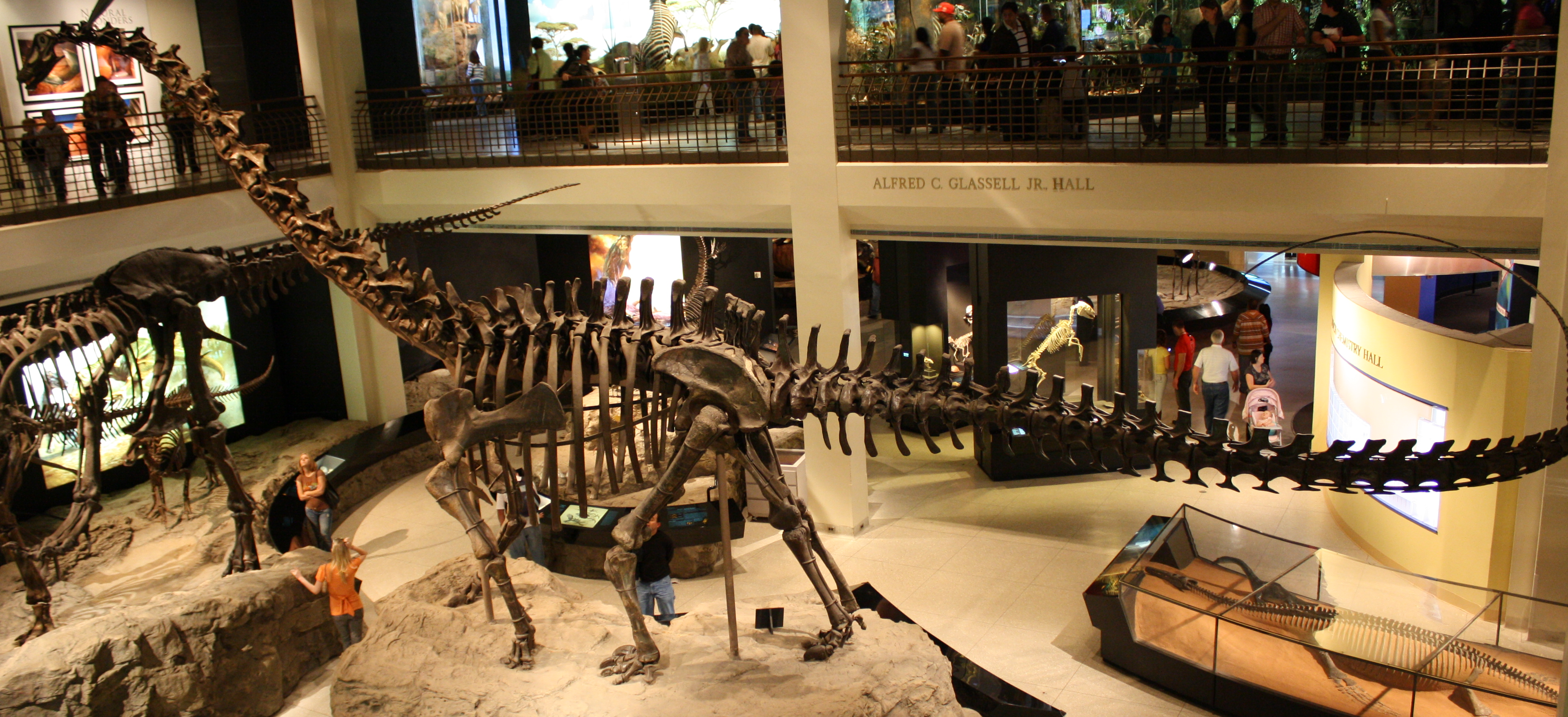
A Galeamopus hayi csontozatának
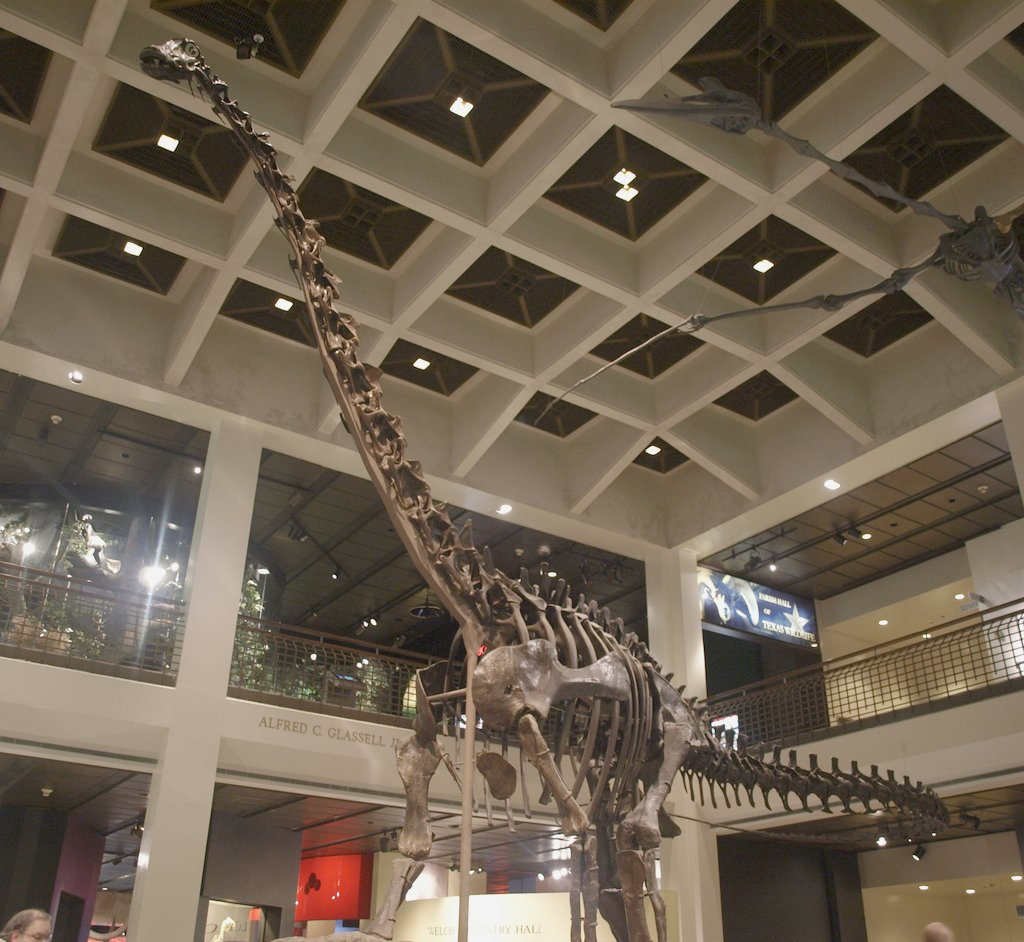
a másolatai
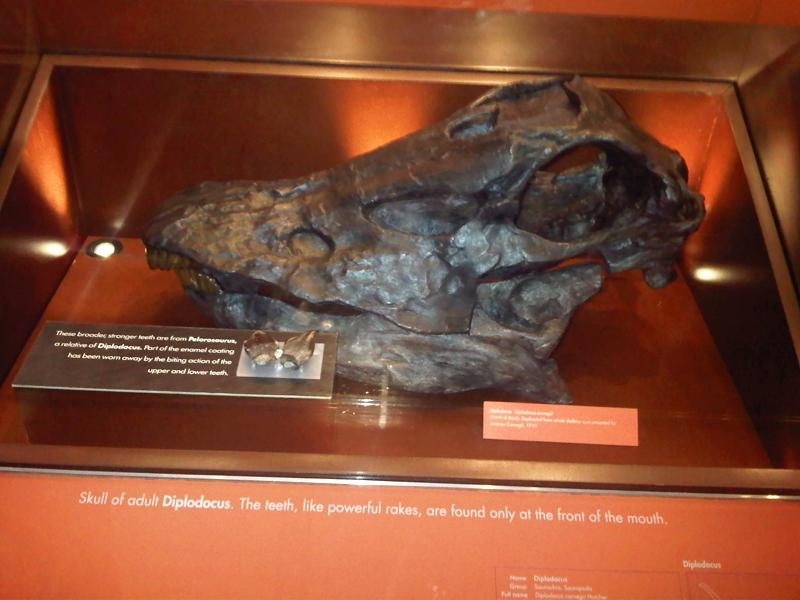
A Galeamopus pabsti koponyájának a másolata
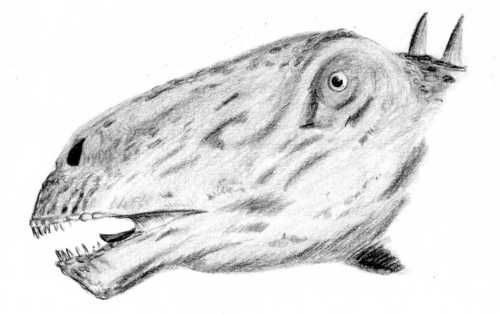
és az arról elképzelt rajzos rekonstrukció

## Fordítás
Ez a szócikk részben vagy egészben  a   Galeamopus című angol Wikipédia-szócikk ezen változatának fordításán alapul.  Az eredeti cikk szerkesztőit annak laptörténete sorolja fel. Ez a jelzés csupán a megfogalmazás eredetét és a szerzői jogokat jelzi, nem szolgál a cikkben szereplő információk forrásmegjelöléseként.